# エジプト軍によるラルナカ国際空港襲撃
エジプト軍によるラルナカ国際空港襲撃は、1978年2月19日に、キプロスのラルナカ国際空港で起きたエジプト軍とキプロス国家守備隊（キプロス軍、Cypriot National Guard）の戦闘である。
人質を取って旅客機に乗っていた暗殺犯を、エジプトが特殊部隊により独断で制圧しようとし、警備中のキプロス軍と戦闘に陥ってしまった。結果的に人質救出にはつながったものの、エジプト兵15人が戦死し、エジプトとキプロスの外交関係悪化を招いた。

## セバイ暗殺事件
1978年2月18日、キプロスのニコシアで開催中のアジア・アフリカ人民連帯機構（Afro-Asian Peoples' Solidarity Organization, AAPSO）代表者会議の会場に、2名の武装した男が侵入した。そして、エジプトから出席していたユーセフ・エル・セバイ書記長に向かって拳銃を発砲、射殺する暗殺事件が発生した。
犯人はヨルダンとクウェート出身のアラブ過激派だった。事件を起こした動機は、当時のエジプトのアンワル・アッ＝サーダート政権が、イスラエルに融和的な外交方針を採っていたことへの反発であった。殺害されたセバイは、エジプト政府を支持するアル＝アハラム紙の会長で、サーダート大統領とは軍勤務時代からの友人という人物だった。パレスチナ解放機構(PLO)とエリトリア解放戦線(ELF)の関与が疑われたが、いずれも否定する声明を発表している。ベイルートで発行の親リビア紙「アルキファ」「アルアラビ」は、暗殺を称賛する報道を行った。

## 暗殺犯への航空機提供
暗殺犯は、PLOのアブ・マイゼルら会議出席者を人質にし、クウェートへの出国を求めた。犯人グループは17人の人質とともにラルナカ国際空港へ移動して、キプロス当局との交渉を続けた。キプロス政府はキプロス航空のDC-8旅客機（機体記号N99862）の提供に応じることにした。これによりキプロス内務相ら6人の人質が解放された。
PLO要人が人質となっていることを知ったPLOのアラファト議長は、キプロス政府に対して、PLOの武装要員による人質救出作戦を提案していた。前年のドイツ特殊部隊によるハイジャック犯制圧に影響された計画であった。キプロス政府も一旦は同意したために、AK-47小銃で武装した12人の決死隊が現地に到着したが、キプロス政府が方針転換をしたために攻撃実行はされなかった。そのままPLO兵士は空港警備に加わっており、エジプト軍との戦闘にも参加したとも言われるが、キプロス軍は発砲の事実を否定している。
暗殺犯2名と人質11人、乗員4人を乗せたDC-8旅客機は出発したが、行くあては無かった。リビアやギリシャ、南イエメンに着陸拒否され、燃料切れでジブチ国際空港へ着陸。アルジェリアとリビア（2度目）との受け入れ交渉も失敗し、ジブチからキプロスへ戻るしか無くなった。翌19日午後5時50分、DC-8は、キプロス軍の装甲車などが警備を固めるラルナカ国際空港に再着陸した。

## エジプト軍の襲撃

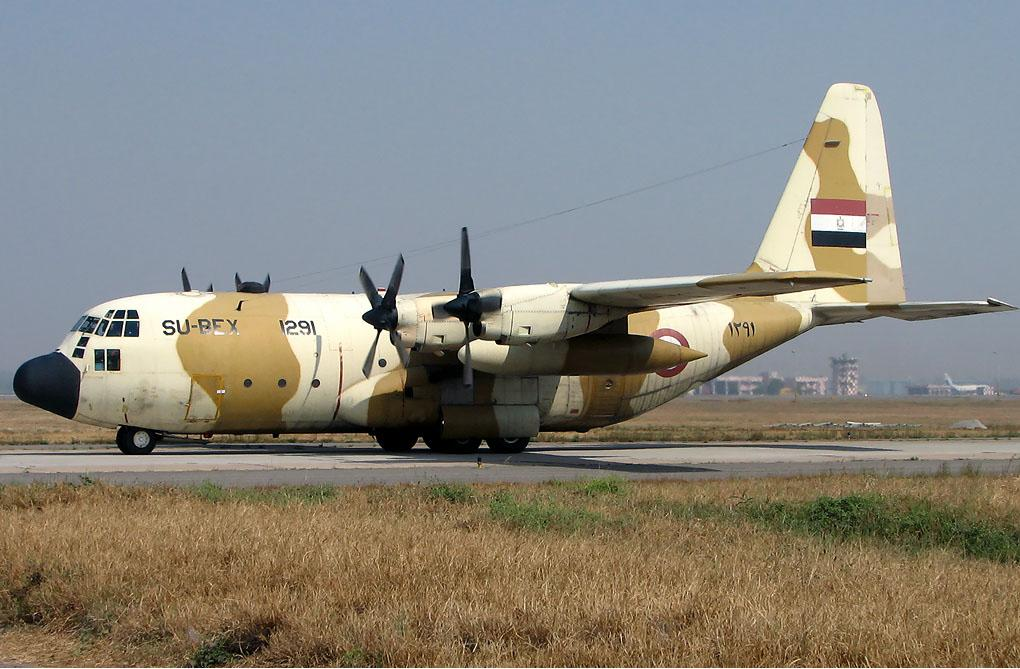
エジプト空軍のC-130H輸送機（作戦に参加したのとは別の機体）

この間、エジプト政府は、特殊部隊を使って犯人を制圧する作戦を密かに検討していた。エジプトは、1976年8月23日に起きた国内線のボーイング737ハイジャック事件で、特殊部隊による人質救出を成功させた経験があった。暗殺犯の乗ったDC-8旅客機がジブチにいた2月19日午前中に、エジプト政府は作戦決行を決断した。ナビル・シュクリー准将の指揮する第777戦闘部隊（en）の兵員58人とジープが、エジプト空軍のC-130E輸送機によって空輸され、DC-8旅客機の帰還に40分後れでラルナカ国際空港に着陸した。兵員数74人、輸送機はC-130Hとする情報もある。
キプロス政府は、大統領のスピロス・キプリアヌ（en）自らも空港に赴いて暗殺犯らと交渉中であった。キプロス側は無断でのエジプト軍機到来に抗議したが、ただちに直接介入が行われるとまでは考えなかった。エジプト側はキプロス政府の事前同意を得ていたと後に釈明しているが、実際には交渉担当者の派遣への同意があったにすぎないと見られる。それどころか前日には、キプリアヌ大統領自身がサーダート大統領と電話会談して、独自行動を行わないよう求めていた。
社会民主運動党（en）のヴァッソス・リサリデス（en）党首の仲介でキプロス政府は暗殺犯に再び譲歩することにし、東ヨーロッパへの亡命用のパスポートと現金の提供を約束した。暗殺犯はこれに満足して手榴弾の安全装置を戻すなどした。やりとりを傍受していたエジプト軍は、暗殺犯逃亡のおそれが間近になったと知り、その前に強行突入することに決めた。
午後7時30分頃、エジプト軍C-130輸送機の後部ハッチが開かれ、暗殺犯の籠るDC-8旅客機へ向けてジープと兵員が発進した。エジプト兵がタラップを登ってドアに発砲すると同時に、警備中のキプロス軍はエジプト軍に向かって一斉に射撃を開始した。不意を突かれたエジプト兵は、たちまち多数が倒された。エジプト兵も応戦を始め、数人だけはDC-8の機内へ突入した。
エジプト軍を空輸してきたC-130輸送機もキプロス軍の攻撃目標とされ、対戦車ロケット弾が撃ち込まれて炎上、乗員3人が死亡した。脱出できたエジプト兵は、隣に駐機中だったキプロス航空のBAC 1-11旅客機に逃げ込み、なおも応戦した。キプリアヌ大統領らのいる管制塔にも弾丸が当たった。戦闘は約50分間にわたって続いた。
予想だにしなかった戦闘の発生に驚いた暗殺犯は、発砲が途絶えた間を見て投降を告げた。犯人は兵士からキプロス警察に引き渡され、武装解除を受けた。犯人投降後も若干の銃撃戦があった。

## 結果
エジプト軍の作戦は失敗に終わり、15人ものエジプト兵が戦死した。キプロス軍に死者は無かった。負傷者は、エジプト軍とキプロス軍あわせて20人を超えた。幸いにも旅客機乗員を含む人質15人は全員が無事であった。生き残ったエジプト兵はキプロス軍に投降して拘束されたが、翌2月20日には解放され、戦死者の遺体とともに帰国した。兵士の「凱旋」は政府と民衆により熱烈に歓迎された一方、戦死者の葬儀ではサーダート大統領の責任を問う声もあがった。
逮捕された暗殺犯2名は、キプロスの司法機関の手で裁かれることになった。エジプト政府は犯人の引き渡しを要求していたが、拒まれた。キプロス政府は、軽く罰すればエジプトとの関係がさらに悪化する一方、厳罰に処すればアラブ強硬派諸国の反感を買うという板挟みに苦しんだ末、2人に死刑判決を下した。しかし、その後に終身刑へと減刑している。
この事件は、それまで良好だったエジプトとキプロスの外交関係を一気に悪化させる結果を招いた。キプロスのキプリアヌ大統領は、エジプトの行為を主権侵害と非難し、全責任はエジプト側にあるとした。エジプト軍の駐在武官は、作戦の手引きをしたペルソナ・ノン・グラータとされ、退去処分となった。2月23日には、国交断絶にも言及するほどだった。エジプト側も、キプロス駐在の外交官引き揚げを決め、キプロス外交官の国外退去も要求した。キプリアヌ大統領の大統領の地位を承認しない旨の閣議決定まで行っている。
強行解決という手法については、アメリカ合衆国のジミー・カーター大統領とイスラエルは、エジプトの決断を勇気あるものと称えている。しかし、強行作戦は一歩間違えば犠牲者が大量に出るものであり、今回に関してはキプロスを小国とあなどったエジプトの勇み足だったとの評価もある。なお、7年後の1985年にも、エジプト軍は同種の他国領土における救出作戦を実行したが、人質多数が死亡する大惨事となっている（エジプト航空648便ハイジャック事件）。